# Astwerk

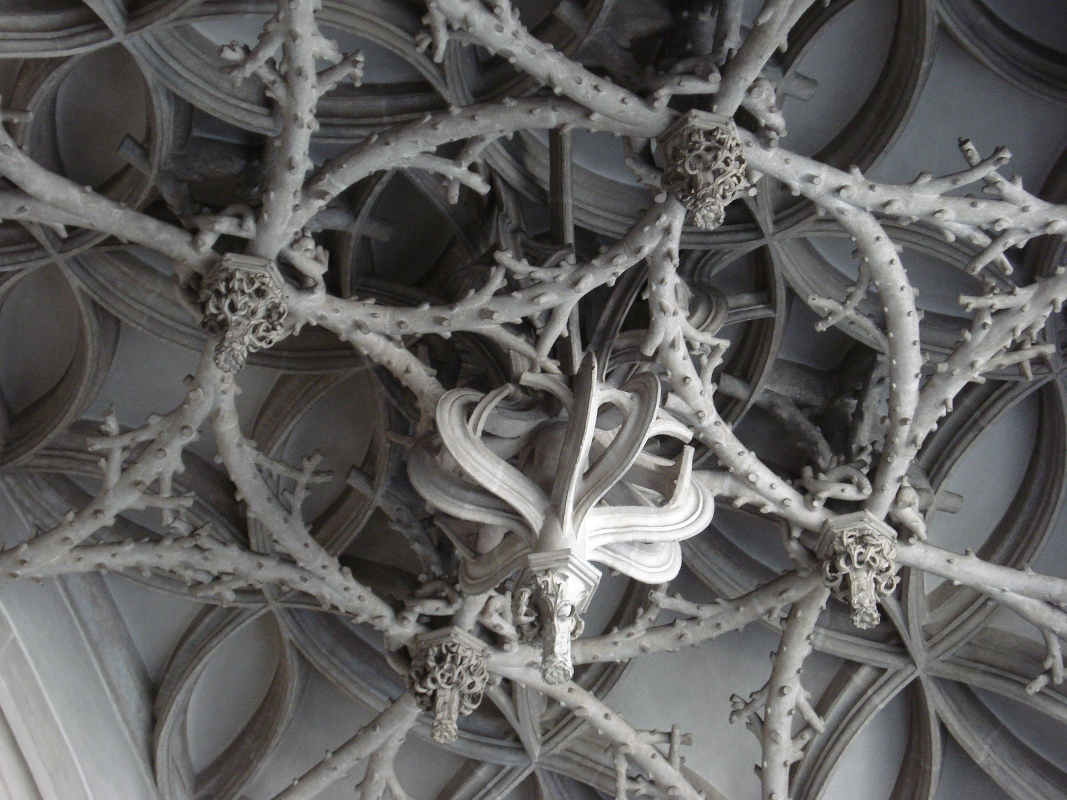
La voûte de l'église Notre-Dame d'Ingolstadt, en Bavière, caractéristique du style Astwerk.

L'Astwerk (en français, « branchage ») est un type d'ornement architectural propre à l'architecture gothique tardive et à la Renaissance nordique, né dans les pays germaniques vers 1450 et se diffusant dans toute l'Europe jusque vers 1520. Il se caractérise par une imitation de la nature, et plus particulièrement des branches d'un arbre, d'où son nom.

## Historique et extension géographique

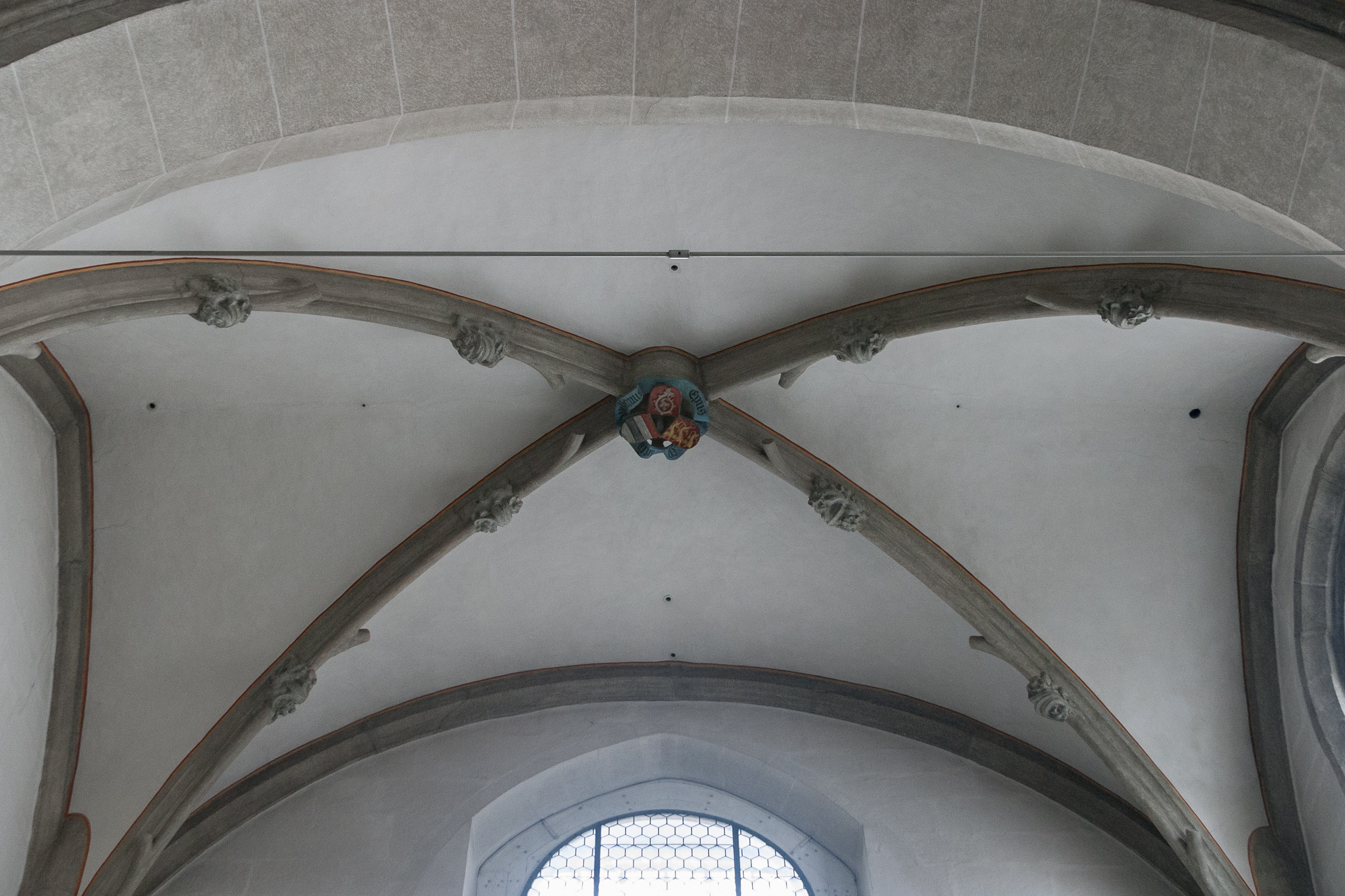
Les voûtes du de (1471), dans la cathédrale d'Eichstätt, considérées comme un des premiers exemple d'Astwerk en Europe.

L'Artwerk naît vers 1450 et se répand dans toute l'Europe jusque vers 1520.

## Historiographie
Traditionnellement, c'est plus particulièrement l'historiographie germanique qui s'est intéressée à ce courant. Plus récemment, autour des années 2000, l'histoire de l'art s'est intéressée à la mise en œuvre de ces procédés dans le reste de l'Europe, et notamment en Espagne (par exemple au Collège San Gregorio), en lien avec la découverte du Nouveau Monde et de sa végétation foisonnante.